# Poggiolo
Poggiolo település Franciaországban, Corse-du-Sud megyében. Lakosainak száma 107 fő (2022. január 1.). Poggiolo Azzana, Guagno, Letia, Murzo, Orto, Rosazia, Salice és Soccia községekkel határos.

## Népesség
A település népességének változása:
| Lakosok száma | 120  | 93   | 76   | 90   | 100  | 101  | 111  | 113  | 114  | 107  |
|               | 1968 | 1982 | 1990 | 2006 | 2013 | 2015 | 2017 | 2019 | 2020 | 2022 |